# Richard Mihula
Richard Mihula (3. září 1932 Lomnice – 27. dubna 1992 Lomnice) byl český divadelní režisér.
V roce 1955 vystudoval režii na Divadelní fakultě Janáčkovy akademie múzických umění v Brně. Potom byl režisérem divadla v Hradci Králové a později režisérem Městských divadel pražských. Když se vrátil do Brna, působil tam jako docent JAMU, jako vedoucí katedry muzikálu. Mimo kulturu byl pedagogem.